# Liste der Monuments historiques in Valcabrère
Die Liste der Monuments historiques in Valcabrère führt die Monuments historiques in der französischen Gemeinde Valcabrère auf.

## Liste der Bauwerke
| Bezeichnung                                   | Beschreibung                                                               | Standort | Kennzeichnung | Schutzstatus | Datum     | Bild           |
| --------------------------------------------- | -------------------------------------------------------------------------- | -------- | ------------- | ------------ | --------- | -------------- |
| Saint-Just-de-Valcabrère                      |                                                                            | (Lage)   | PA00094649    | Classé       | 1840      | weitere Bilder |
| Camp militaire de Saint-Bertrand-de-Comminges | Militärlager; auch auf dem Gebiet der Gemeinde Saint-Bertrand-de-Comminges | (Lage)   | PA31000004    | Inscrit      | 1996 2012 |                |
| Friedhof                                      |                                                                            | (Lage)   | PA00094648    | Inscrit      | 1926      | weitere Bilder |
| Tour Castet Bert (Turm)                       |                                                                            | (Lage)   | PA31000014    | Inscrit      | 1997      |                |

## Liste der Objekte

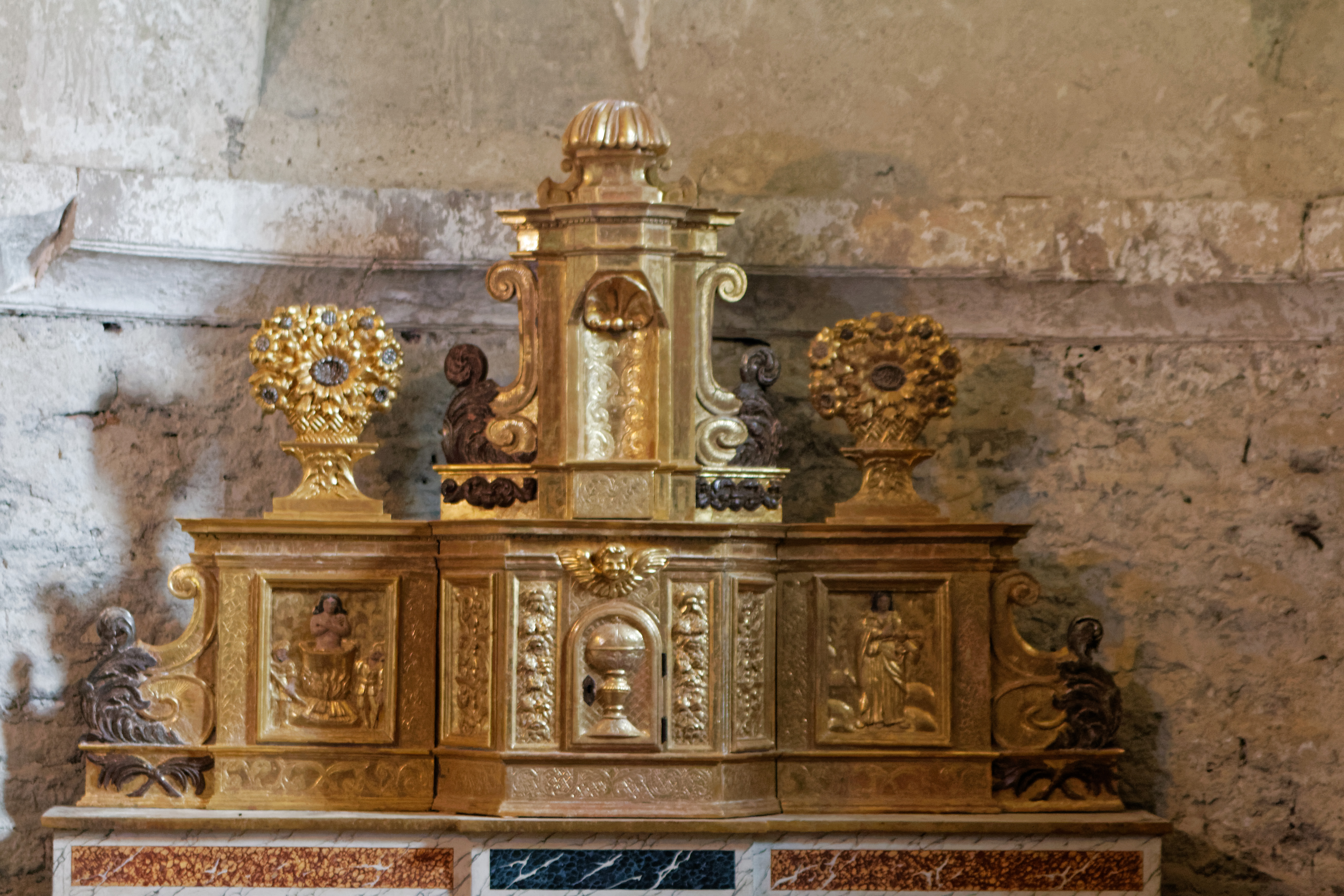
Tabernakel in der Kirche Saint-Just-de-Valcabrère

- Monuments historiques (Objekte) in Valcabrère in der Base Palissy des französischen Kultusministeriums